# Outrelouxhe
Outrelouxhe (wa. Houtlouxhe) – dzielnica (section) gminy Modave w Belgii, w Regionie Walońskim, w prowincji Liège, w okręgu Huy. 1 stycznia 2020 roku liczyła 454 mieszkańców. Do 31 grudnia 1976 r. samodzielna gmina. 

## Demografia
Liczba mieszkańców, stan na 1 stycznia:
| Rok                | 1930 | 1947 | 1961 | 2020 |
| ------------------ | ---- | ---- | ---- | ---- |
| Liczba mieszkańców | 127  | 131  | 123  | 454  |